# Ohessaare
Koordinaten: 58° 0′ N, 22° 2′ O

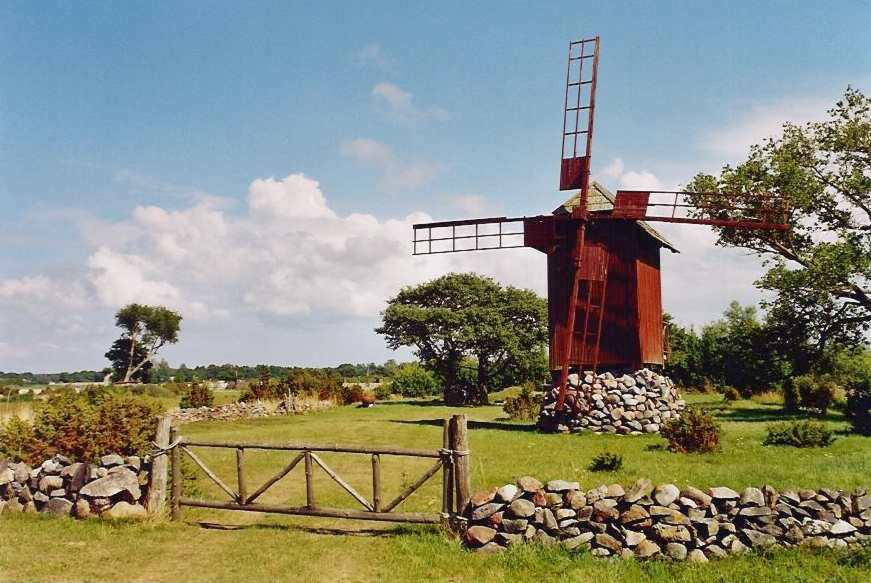
Windmühle in Ohessaare

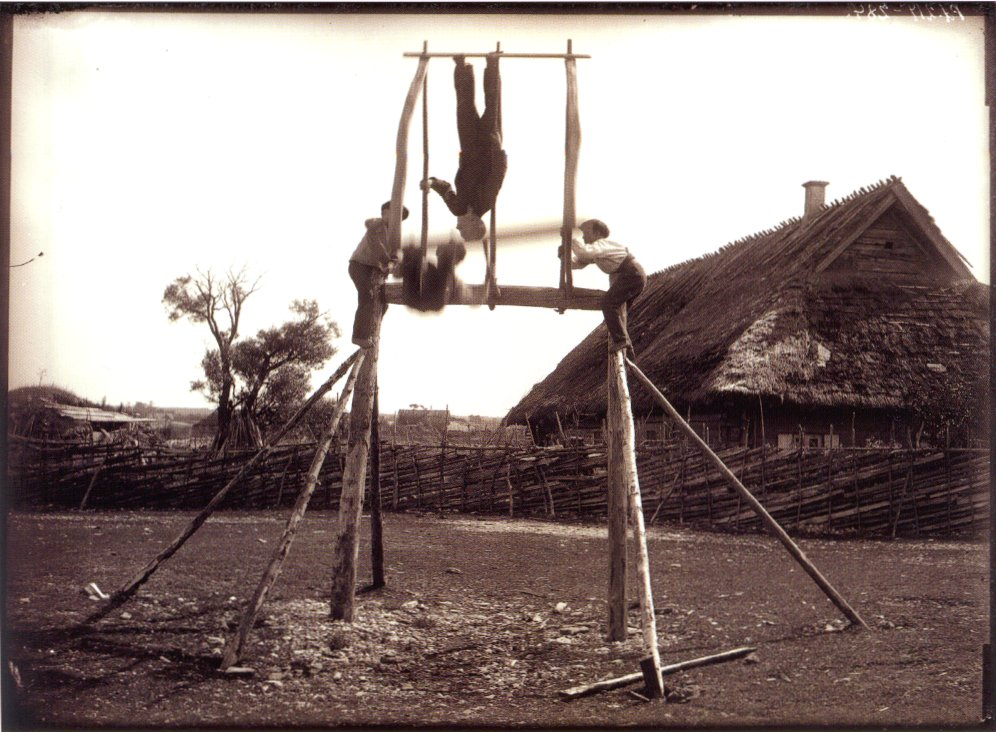
Dorfschaukel. Historische Aufnahme von Johannes Pääsuke (Juli 1913)

Ohessaare (deutsch Ohhesaar) ist ein Dorf (estnisch küla) auf der größten estnischen Insel Saaremaa. Es gehört zur Landgemeinde Saaremaa (bis 2017: Landgemeinde Torgu) im Kreis Saare.

## Beschreibung und Geografie
Der Ort an der Westküste der Halbinsel Sõrve hat acht Einwohner (Stand 31. Dezember 2011). Er wurde erstmals 1645 urkundlich erwähnt.
Bekannt ist der Ort vor allem für eine Steilküste, die einen weiten Blick auf die Ostsee bietet. Um den Ort liegt seit 1959 ein 5,9 Hektar großes Landschaftsschutzgebiet.
In unmittelbarer Nähe steht eine historische Windmühle, die heute als Café und kleine Pension dient.